# Padva
Padva je zrušená národní přírodní rezervace v katastrálním území obce Blatnica v okrese Martin v Žilinském kraji na Slovensku. Území bylo vyhlášeno v březnu 1972 a jeho rozloha 325,46 hektaru. Předmětem ochrany byl smíšený pralesní porost se skupinami vápencových skal, krasovými jevy a s výskytem tisu červeného (Taxus baccata) a kosodřeviny. Rezervace byla k 1. lednu 2024 zrušena a její území začleněno do systému zón národního parku Velká Fatra.

## Přírodní poměry
V závislosti od typu biotopu dominuje v pralese buk (Fagus) (javorovo-bukové horské lesy, vápnomilné bukové lesy, bukové a jedlovo-bukové květnaté lesy, lipovo-javorové sutinové lesy) nebo smrk (Picea) (smrkové lesy vysokobylinné). V nížinách, na sutinách a v javorovo-bukových lesích je vyšší zastoupení javoru klenu (Acer pseudoplatanus), relativně vyšší zastoupení má také jedle (Abies) a jeřáb ptačí (Sorbus aucuparia), ostatní dřeviny se vyskytují jen zřídka: jilm horský (Ulmus glabra), jasan ztepilý (Fraxinus excelsior) nebo jeřáb muk (Sorbus aria).
Hlavně na skalách a v jejich okolí roste několik desítek kusů tisu červeného (Taxus baccata). Pozornost si zaslouží i reliktní výskyt kosodřeviny na vrcholu Smrekova a Haľamovej kopy a na vícerých dalších menších kótach v údolí Padva, už mimo lokality pralesa. Průměrný věk porostů se pohybuje od 160 do 180 let. Vrcholy Smrekova a Haľamovej kopy jsou významnými lokalitami horské flóry s výskytem vzácných, reliktních a ohrožených taxonů. Relativní odlehlost a zachovalost území vytváří velmi dobré existenční podmínky i pro vzácné a na vyrušovaní citlivé druhy fauny (velcí masožravci, kurovití, sovy).
Na horním toku Selence se nachází dva vodopády (mimo lokality pralesa), údolí Padva má celkově divoký ráz s velmi členitým reliéfem a množstvím skalních útvarů.

## Přístupnost
Po zelené turisticky značené trase č. 5634 z obce Blatnica (prochází okrajem území)